# Poli Genova
Poli Genova (Sofija, 10. veljače 1987.) je bugarska pjevačica.
Počela je pjevati s četiri godine. Tijekom 2005. i 2006. sudjelovala je na bugarskom izboru za Pjesmu Eurovizije kao dio ženske grupe Melody. U to vrijeme je i diplomirala klarinet na Nacionalnoj glazbenoj školi u Sofiji.
Godine 2011., pobijedila je na bugarskom natjecanju za Pjesmu Eurovizije s pjesmom Na iInat, tako da je mogla predstavljati Bugarsku na 56. Eurosongu u Düsseldorfu, u Njemačkoj. Međutim, u poluzavršnici nije dobila dovoljno bodova za plasman u samu završnicu natjecanja.
Bila je voditeljica na Dječjoj Pjesmi Eurovizije, održanoj 21. studenog 2015. u Areni Armeec u Sofiji u Bugarskoj. Nekoliko mjeseci kasnije, izabrana je da predstavlja Bugarsku na natjecanju za Pjesmu Eurovizije 2016., ovaj put s pjesmom Ako je ljubav zločin. Pjesma je bila četvrta s 307 bodova, ostvarivši dotad najuspješniji nastup Bugarske na Pjesmi Eurovizije.

O svojoj eurovizijskoj uspješnici Genova je rekla:

## Vanjske poveznice
- Poli Genova - službena Facebook stranica (bug.)